# KZ-Außenlager Johanngeorgenstadt

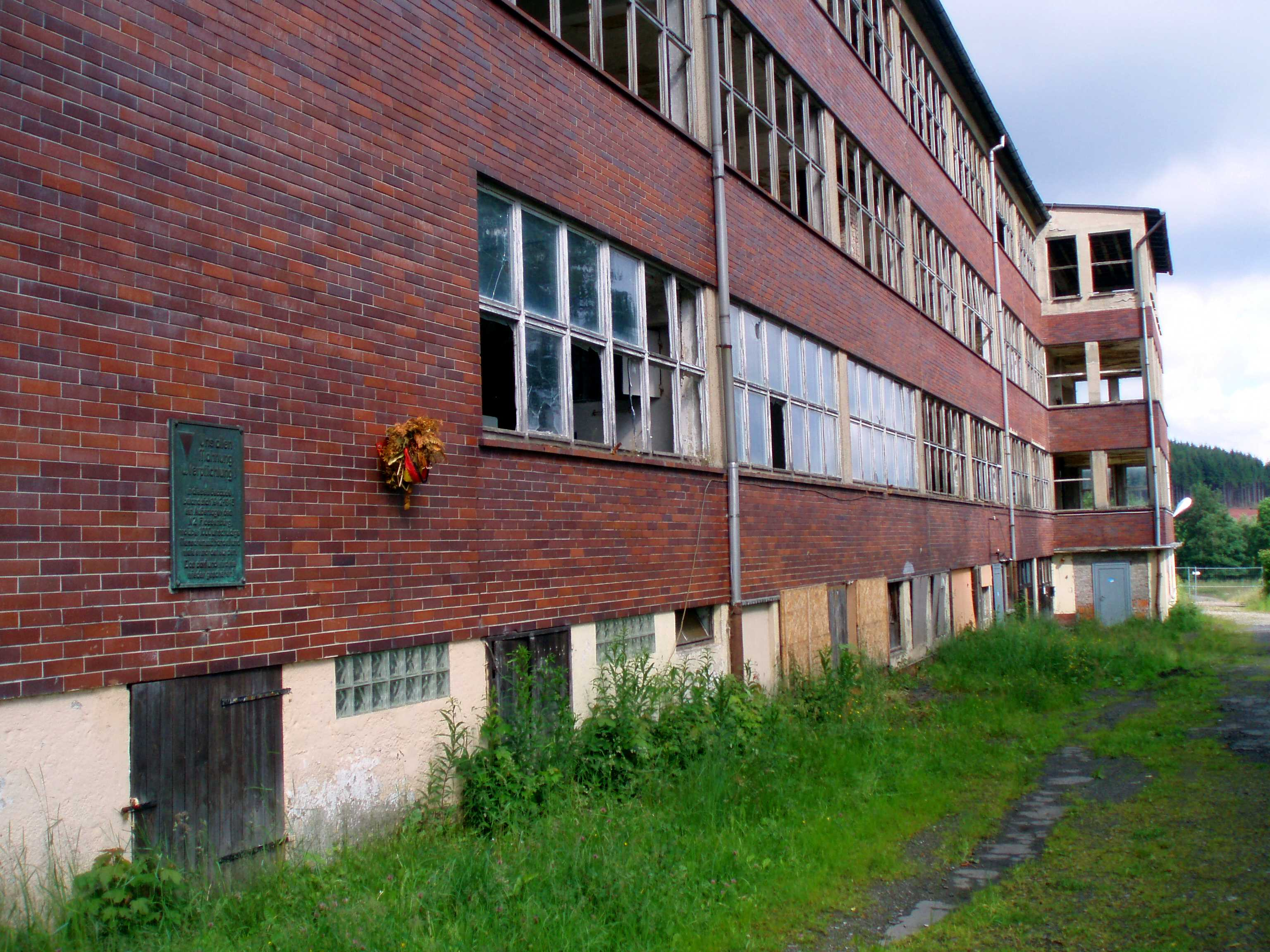
KZ-Außenlager Johanngeorgenstadt, Zustand 2015

Das KZ-Außenlager Johanngeorgenstadt wurde als Außenlager des Konzentrationslagers Flossenbürg in der Gemeinde Johanngeorgenstadt eingerichtet. Es befand sich in einem späteren Möbelfabrikgebäude in der Georgistraße der Stadt und bestand vom 1. Dezember 1943 bis zum 16. April 1945. Für die zahlreichen im Lager umgekommenen ausländischen Häftlinge, die in der Rüstungsindustrie tätig waren, wurde am Rande des Friedhofes von Johanngeorgenstadt ein Denkmal errichtet und am Gebäude des früheren KZ-Außenlagers eine Gedenktafel angebracht. Zu den Opfern zählen u. a. 124 Gefangene aus der Sowjetunion.
Lagerkommandant war zunächst Cornelius Schwanner, ab Januar 1945 Gottfried Kolacevic, der auch die Evakuierung des Lagers in Richtung Schönheide leitete, bei der viele Häftlinge starben.